# Stanisław Babiński
Stanisław Babiński (ur. 17 września 1937 w Gawlikach, zm. 14 lipca 2021 w Przysusze) – polski polityk, poseł na Sejm X kadencji (1989–1991).

## Życiorys
Ukończył w 1972 studia prawnicze na Uniwersytecie Jagiellońskim. W okresie 1955–1961 pracował w zakładzie energetycznym w Skarżysku-Kamiennej. Następnie zatrudniony w prezydiach powiatowych rad narodowych – w Starachowicach (1962–1968) i Przysusze (1969–1972). W 1973 został naczelnikiem miasta i gminy w Przysusze. W 1982 objął stanowisko kierownika inspektoratu Zakładu Ubezpieczeń Społecznych w Przysusze. W 1968 wstąpił do Polskiej Zjednoczonej Partii Robotniczej, był sekretarzem komitetu miejskiego i gminnego partii.
W 1989 uzyskał mandat posła na Sejm kontraktowy w okręgu białobrzeskim. Pod koniec kadencji należał do Parlamentarnego Klubu Lewicy Demokratycznej. Pełnił funkcję zastępcy przewodniczącego Komisji Sprawiedliwości, zasiadał w Komisji Ustawodawczej, Komisji Polityki Społecznej oraz Komisji Nadzwyczajnej do rozpatrzenia projektów ustaw związanych ze stabilizacją gospodarczą oraz zmianami systemowymi.
W 1986 odznaczony Złotym Krzyżem Zasługi.
Został pochowany na cmentarzu w Przysusze.